# Northfield (Massachusetts)
Northfield è un comune degli Stati Uniti d'America facente parte della contea di Franklin nello stato del Massachusetts.